# Municipalità distrettuale di Alfred Nzo
La municipalità distrettuale di Alfred Nzo (in inglese Alfred Nzo District Municipality) è un distretto della provincia del Capo Orientale e il suo codice di distretto è DC44.
La sede amministrativa e legislativa è la città di Mount Ayliff e il suo territorio si estende su una superficie di 10.731 km².

## Geografia fisica

### Confini
La municipalità distrettuale di Alfred Nzo confina a est con quella di Sisonke (KwaZulu-Natal), a sud con quella di O. R. Tambo, a ovest con quella di Joe Gqabi e a nord e a ovest con il Lesotho.

### Suddivisione amministrativa
Il distretto è suddiviso in 2 municipalità locali:
- Matatiele
- Umzimvubu